# 1858 v loďstvech
Tento článek obsahuje významné události v oblasti loďstev v roce 1858.

## Lodě vstoupivší do služby
- 13. března –  USS Colorado – fregata